# 무풍초등학교
무풍초등학교는 대한민국 전북특별자치도 무주군 무풍면 현내리에 있는 공립 초등학교다.

## 학교 연혁
- 1922년 5월 17일 사립무창학교 설립인가
- 1923년 6월 24일 무풍공립보통학교(4년제 4학급) 개교
- 1938년 4월 1일 무풍공립심상소학교로 개칭
- 1941년 4월 1일 무풍공립국민학교로 개칭
- 1981년 3월 1일 병설유치원(1학급) 개원
- 1983년 3월 1일 특수학급(1학급) 신설 (목련반)
- 1991년 3월 1일 금평국민학교 통폐합
- 1993년 2월 28일 증산국민학교 통폐합
- 1996년 3월 1일 무풍초등학교로 개칭
- 1999년 3월 1일 덕지초등학교 통폐합
- 2019년 12월 31일 제96회 졸업식(총 4,664명)
- 2020년 9월 1일 제36대 이경옥 교장 부임

## 참고 자료
- 무풍초등학교 - 한국교육학술정보원 학교알리미